# Paulo Goulart
Paulo Afonso Miessa (Ribeirão Preto, 9 de enero de 1933 - São Paulo, 13 de marzo de 2014), más conocido por su nombre artístico Paulo Goulart, fue un  Primer actor brasileño.
Era el esposo de la actriz Nicette Bruno y padre de los actores Bárbara Bruno, Beth Goulart y Paulo Goulart Filho.

## Carrera

### Televisión
- 2011 Dinosaurios & Robots .... Eliseu
- 2009 Cuna de gato .... Severo Tardivo
- 2007 Dos caras .... Heriberto Gonçalves
- 2007 Amazônia, de Galvez a Chico Mendes - Tavares (miniserie)
- 2006 Pé na Jaca - Vilela
- 2006 JK (2006) - Israel Pinheiro (miniserie)
- 2005 América - Mariano de Oliveira
- 2004 O Pequeno Alquimista- Rei (especial)
- 2004 Um Só Coração - Avelino (miniseries)
- 2002 Tierra Esperanza - Farina
- 2002 O Quinto dos Infernos - José Bonifácio (miniserie)
- 2001 A Padroeira - Dom Lourenço de Sá
- 2000 Aquarela do Brasil - Gabriel Laguardia (miniserie)
- 1999 O Auto da Compadecida - Major Antônio Moraes (miniserie)
- 1997 Zazá - Ulisses (Rede Globo)
- 1996 O Campeão - Felipe Caldeira - (TV Bandeirantes)
- 1995 A Idade da Loba - Zé Rubens (TV Bandeirantes)
- 1994 As Pupilas do Senhor Reitor - Dom Arlindo (SBT)
- 1994 Incidente em Antares - Tibério Vacariano (miniserie - Rede Globo)
- 1993 Mulheres de Areia - Donato (Rede Globo)
- 1992 Despedida de Solteiro - delegado (Rede Globo)
- 1991 O Dono do Mundo - Altair (Rede Globo)
- 1990 Gente Fina - Joaquim (Rede Globo)
- 1988 Fera Radical - Altino Flores (Rede Globo)
- 1988 Chapadão do Bugre - Capitão Eucaristo Rosa (miniseries - TV Bandeirantes)
- 1986 Roda de Fogo - Marcos Labanca (Rede Globo)
- 1984 Transas e Caretas - Roberto (Rede Globo)
- 1981 Jogo da Vida - Silas Ramos Cruz (Rede Globo)
- 1980 Plumas e Paetês - Gino (Rede Globo)
- 1979 Gaivotas - Carlos (TV Tupi)
- 1977 Éramos Seis - Doutor Azevedo (TV Tupi)
- 1977 Papai Coração - Mário (TV Tupi)
- 1976 Um Sol Maior - Rangel (TV Tupi)
- 1972 Uma Rosa com Amor - Claude Antoine Geraldi (Rede Globo)
- 1972 Signo da Esperança (TV Tupi)
- 1971 Quarenta Anos Depois - Santiago (Rede Record)
- 1970 A Próxima Atração - Tomás (Rede Globo)
- 1970 Verão Vermelho - Flávio (Rede Globo)
- 1969 A Cabana do Pai Tomás - Pierre St. Clair (Rede Globo)
- 1969 Vidas em Conflito - Walter (TV Excelsior)
- 1968 A Muralha - Bento Coutinho (TV Excelsior)
- 1968 O Terceiro Pecado - Clemente (TV Excelsior)
- 1967 Os Fantoches - Marcos (TV Excelsior)
- 1966 As Minas de Prata - Dom Francisco (TV Excelsior)
- 1966 Anjo Marcado - Dr. César Galvão (TV Excelsior)
- 1952 Helena

### Películas
- Nosso Lar (2010) .... Ministro Genésio
- Xuxinha e Guto contra os Monstros do Espaço (2005) (voz) .... São Pedro
- Tapete Vermelho (2005) .... Caminhoneiro
- Redentor (2004) .... Ministro
- O auto da Compadecida (2000) .... major Moraes
- Soluços e Soluções (2000)
- Vila Isabel (1998)
- Solidão, Uma Linda História de Amor (1989)
- Faca de Dois Gumes (1989) .... delegado Olímpio
- Kuarup (1989)
- Para Viver um Grande Amor (1984)
- Gabriela, Cravo e Canela (1983) .... João Fulgêncio
- Os Trombadinhas (1979)
- A Cobra Está Fumando (1974)
- A Marcha (1972)
- Nordeste Sangrento (1962)
- E Eles não Voltaram (1960)
- Cala a Boca, Etelvina (1960) .... Adelino
- O Grande Momento (1958) .... Vitório
- O Cantor e o Milionário (1958) .... Paulo
- O Barbeiro Que Se Vira (1958) .... Leonardo
- E o Bicho não Deu (1958)
- Pista de Grama (1958)
- Rio Zona Norte (1957) .... Moacir
- Destino em Apuros (1954)

### Actor de voz
- Aslam - The Chronicles of Narnia: The Lion, the Witch and the Wardrobe (versión brasileña)